# 福井峻
福井 峻（ふくい しゅん）は、日本の作曲家、編曲家。

## 主な楽曲
- 青い三角定規「勲章なんかほしくない」（編曲）
- 伊勢功一＆卍「さすらいの美学」（編曲）
- NSP「さようなら」「夕暮れ時はさびしそう」「ゆうやけ」「赤い糸の伝説」「八十八夜」（編曲）「面影橋」（木森敏之と共同で編曲）
- 加藤登紀子「この空を飛べたら」「鳳仙花」「酔えば」「悲しみの河になれ」（編曲）
- 葛城ゆき「木曽は山の中」「小さな出発」（編曲）
- 金子裕則「哀歌」（編曲）
- 河島英五「時代おくれ」（チト河内と共同で編曲）
- 来生たかお「浅い夢」「マイ・ラグジュアリー・ナイト」（編曲）
- 小坂恭子「想い出まくら」（編曲）
- 小室等「とべバッタ」（編曲）
- 柴田恭兵「LOVE CONNECTION」（編曲）
- 清水由貴子「歌を重ねて」（編曲）
- ジャンク「ち・ぎ・れ・雲」（作曲・編曲）
- ダ・カーポ「空からこぼれたSTORY」「テームズ河のDANCE」名探偵ホームズOP・ED（編曲）
- 谷村新司 「22歳」（編曲）
- 田宮二郎「たそがれの都会（まち）」（編曲）
- 中島みゆき「わかれうた」（吉野金次と共同で編曲）
- 中山千夏「金冠のイエス」（編曲）
- 浜田省吾「生まれたところを遠く離れて」（ストリングス・アレンジ）

## TV音楽他
- 夢に見た日々
- ドラマ　今はバラ色が好き 主題歌及び挿入歌　主題歌作詞は谷川俊太郎
- 午後の旅立ち
- 春の一族
- 秋の一族
- 女検事・霞夕子
- 弁護士・朝日岳之助
- わが町
- 松本清張作家活動40年記念・けものみち
- 松本清張ドラマスペシャル・白い闇
- 魚心あれば嫁心
- 宗谷物語
- 監察医・室生亜季子
- 放課後
- カッくんカフェ音楽担当
- ミュージカル・ラ・マンチャの男（Man OF La Mancha）訳詞
- 川崎市立下作延小学校校歌
- パイオニア 応援歌「いざパイオニア」・愛唱歌「君こそパイオニア」作曲[1]

## その他
福井 崚と誤記されることが多い。